# 키르기스사우루스

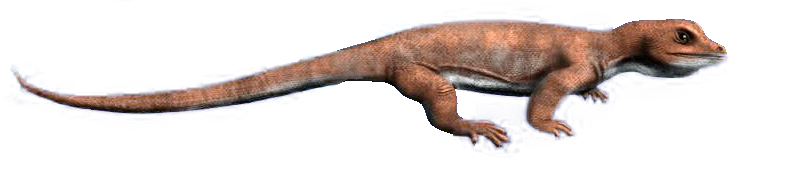

키르기스사우루스(학명:Kyrgyzsaurus bukhanchenkoi)는 도마뱀아목에 드레파노사우루스과에 속하는 도마뱀이다. 지금은 멸종된 종으로 몸길이가 4~6m인 거대한 도마뱀에 속한다.

## 특징
키르기스사우르스는 해골, 경추, 전등뼈, 늑골, 가슴둘레, 피부 각인을 포함한 골격의 앞부분인 홀형 표본에서만 잘 알려져 있다. 완모식 표본은 약 2억 3천 2백만 년 전 카르니안절 후기 또는 중후기 또는 후기 트라이아스기 초기의 라디니아절에서부터 유래한 마디겐 포메이션에서 수집되었다. 따라서 키르기스사우루스는 가장 오래된 것으로 알려진 드레파노사우루스과임을 나타낸다. 키르기스사우루스는 또한 최초의 아시아 드레파노사우루스속(Drepanosaurid)을 대표한다. 양턱에는 톱니 모양의 세렝된 이빨을 가지고 있으며 이를 통해 먹이를 사냥했을 것으로 보인다. 분류학적으로 본다면 키르기스사우루스는 트라이아스기 남서쪽 키르기스스탄의 알려진 멸종된 파충류의 한 속이다. 그것은 마디겐 포메이션에서 발견되었다. 키르기스사우르스는 2011년에 V. R. 알리파노프와 E. N. 쿠로치킨이 처음 이름을 지었으며 종류는 키르기스사우루스 북한첸코이이다. 총칭은 키르기스스탄의 이름에서 유래되었으며, 그리스 사우로스로부터 '마법사'라는 뜻으로 이름의 뜻은 '키르기스스탄의 도마뱀'이라는 뜻이다. 이런 종의 구체적인 이름은 홀로이형을 찾아낸 북한천코에서 이뤄졌다. 먹이로는 당대에 서식했던 곤충, 작은 동물, 공룡의 알과 양치식물의 잎과 열매를 주로 잡아먹고 살았을 잡식성의 도마뱀으로 추정된다.

## 생존시기와 서식지와 화석의 발견
키르기스사우루스가 생존하던 시기는 중생대의 트라이아스기 후기로서 지금으로부터 2억년전~1억 8천만년전에 생존했던 종이다. 생존했던 시기에는 아시아를 중심으로 하는 숲과 열대우림에서 주로 서식했던 종이다. 화석의 발견은 2011년에 아시아의 트라이아스기에 형성된 지층에서 키르기스스탄의 고생물학자인 V. R. 알리파노프와 E. N. 쿠로치킨이 처음으로 발견하여 새롭게 명명된 종이다.

## 같이 보기
- 파충류
- 중생대
- 도마뱀